# Newarki római katolikus főegyházmegye
A Newarki római katolikus főegyházmegye (latinul: Archidioecesis Novarcensis, angolul: Archdiocese of Newark) a római katolikus egyház metropolitafőegyházmegyéje, amelynek érseki székvárosa Newark New Jersey államban, az Amerikai Egyesült Államokban. Területe lefedi Essex, Bergen, Hudson és Union megyét.

## Történet
1853. július 29-én az újonnan alapított Newarki egyházmegyét elválasztották a New York-i és a Philadelphiai egyházmegyétől. 1881. augusztus 2-án és 1937. december 9-én megalakult a Trentoni és Patersoni egyházmegye. 1937. december 10-én érsekséggé emelték, és a Camdeni, Patersoni és Trentoni egyházmegyék a joghatósága alá kerültek.

## Egyháztartomány
Az érsekség a szuffragán egyházmegyéivel, a Camdeni, Metucheni, Patersoni és Trentoni egyházmegye alkotja a newarki egyháztartományt, amelynek területe egybeesik New Jersey állam területével.

## Főpapok

### Newark püspökei
- James Roosevelt Bayley (1853. július 29. – 1872. július 30.)
- Michael Augustine Corrigan (1873. február 14. – 1880. október 1.)
- Winand M. Wigger (1881. július 11. – 1901. január 5.)
- John Joseph O'Connor (1901. május 24. – 1927. május 20.)
- Thomas Joseph Walsh (1928. március 2. – 1937. december 10.)

### Newark érsekei
- Thomas Joseph Walsh (1937. december 10. – 1952. június 6.)
- Thomas Aloysius Boland (1952. november 15. – 1974. április 2.)
- Gerety Peter Leo (1974. április 2. – 1986. június 3.)
- Theodore McCarrick (1986. május 30. – 2000. november 21.)
- John Joseph Myers (2001. július 24. – 2016. november 7.)
- Joseph William Tobin CSsR (2016. november 7. óta hivatalban)

## Szomszédos egyházmegyék
- Metucheni egyházmegye (délnyugat)
- Patersoni egyházmegye (nyugat)
- New York-i főegyházmegye (kelet)

## Fordítás
Ez a szócikk részben vagy egészben  az   Erzbistum Newark című német Wikipédia-szócikk fordításán alapul.  Az eredeti cikk szerkesztőit annak laptörténete sorolja fel. Ez a jelzés csupán a megfogalmazás eredetét és a szerzői jogokat jelzi, nem szolgál a cikkben szereplő információk forrásmegjelöléseként.